# Берёзовка (Азовский немецкий национальный район)
Берёзовка — село в Азовском немецком национальном районе Омской области, административный центр Берёзовского сельского поселения.
Население — 2662 чел. (2021)

## Физико-географическая характеристика
Село находится в лесостепной зоне Омской области, в пределах Ишимской равнины, являющейся частью Западно-Сибирской равнины. Высота центра населённого пункта — 108 метров над уровнем моря. 
Гидрографическая сеть не развита: реки и озёра в окрестностях села отсутствуют. 
В окрестностях села распространены чернозёмы языковатые обыкновенные.
Берёзовка расположена в 36 километрах к юго-западу от центра Омска и 12 км к северу от районного центра села Азово. Ближайший населённый пункт село Сосновка расположено в 7 км к северо-востоку от Берёзовки.

## История
Основано в период коллективизации в 1930-х годах как посёлок работников отделения № 8 Сосновского зерносовхоза. В 1932 году в селе было четыре саманных барака на двадцать комнат для рабочих отделения, контора, начальная малокомплектная школа. Многие из жителей будущего села бежали сюда от коллективизации или уже были раскулачены.
Во время войны в селе появились переселенцы с Волги — депортированные немцы, калмыки, переселенцы из Прибалтики. Многие из приезжих не могли перенести сибирский холод, бытовую неустроенность и умирали, хоронили их в братских могилах.
В 1957 году с образованием Азовского совхоза 8 отделение Сосновского зерносовхоза входит в состав вновь образованного хозяйства, с 1961 года упоминается как Январский участок.
В 1962 году указом Президиума Верховного Совета РСФСР населенный пункт восьмого отделения Азовского совхоза переименован в село Берёзовка.
В марте 1965 года в результате разукрупнения совхоза «Азовский» на базе отделений № 6, 7, 8 этого совхоза был образован свиноводческий совхоз «Новоазовский».
С 1966 года посёлок впервые упоминается уже как село Берёзовка, становится центром сельского совета, в который вошли также и аулы бывшего Кзыл-Аскеровского сельского совета. В 1970-х строится новое здание школы, дом культуры.
В 2000 году  в состав села включён населённый пункт Кирпичный завод, ныне улица Кирзавода.

## Население
| 2002 | 2010  | 2021  |
| ---- | ----- | ----- |
| 2069 | ↗2200 | ↗2662 |

## Инфраструктура
Личное подсобное хозяйство с зоной сельскохозяйственного использования, индивидуальная застройка усадебного типа.
Берёзовская средняя общеобразовательная школа. ФАП.

## Транспорт
Автобусное сообщение с райцентром. Остановка общественного транспорта «Берёзовка». 